# トマシュ・クシュチャク
トマシュ・ミロスワフ・クシュチャク（Tomasz Mirosław Kuszczak, 1982年3月20日 - ）は、ポーランド・ルブシュ県クロスノ・オドジャニスキェ出身のサッカー選手、元ポーランド代表。ポジションはゴールキーパー。

## クラブ経歴

### ヘルタ・ベルリン
ポーランドのクロスノ・オドジャニスキェに生まれたクシュチャクは、2000年にブンデスリーガに属するヘルタ・ベルリンのセカンドチームに入団し、2001年にトップチームへの昇格を果たした。それから3季を同クラブで過ごしたが、キラーイ・ガーボル（en）、クリスティアン・フィートラー（en）の存在から第3GKであったためにブンデスリーガのリーグ戦には出場することは出来ずにいた。その後、チームとの契約が延長されなかったため、2004年7月14日にガリー・メグソン（en）監督率いるイングランド・プレミアリーグのウェスト・ブロムウィッチ・アルビオンFCと3年契約を締結した。

### WBA
2004年9月18日にザ・ホーソンズでのフラムFCとのリーグ戦（1-1）で初出場を飾ると、21日にフットボールリーグカップのコルチェスター・ユナイテッドFC戦（1-2）と2試合連続で先発起用され、その後リーグ戦で1試合に出場した。同2004-05シーズンのチームは降格寸前の苦しい戦いを余儀なくされ、クシュチャク自身もリーグ戦での出場が2試合に留まり定位置争いに苦戦する中、最終節から1試合前のマンチェスター・ユナイテッドFC戦で1番手のラッセル・ホルト（en）が前半に失点した後に負傷したことで途中出場すると、同試合の最優秀選手に選出される程の印象的なパフォーマンスを残り68分の間で披露し、無失点に抑えてチームの勝ち点獲得に貢献。続く、最終節のポーツマスFC戦（2-0）でも無失点に抑えてThe Great Escape「大脱走」達成に貢献した。
翌2005-06シーズンは、当初クリス・カークランドの控えを務めることになるだろうと予想されていたものの、カークランドが負傷したこともあり2005年10月30日のニューカッスル・ユナイテッドFC戦（0-3）で今季初出場を果たすと、以後の試合での活躍からカークランドの負傷復帰後も定位置を譲らなかった。2006年1月15日のウィガン・アスレティックFC戦では、ジェイソン・ロバーツの試合終了間際のシュートを防いで無失点での勝利に貢献したと共にSave of the Seasonに選出された。
シーズンを通して正GKとして活躍した後、2006年7月7日にマンチェスター・ユナイテッドFCからティム・ハワードとベン・フォスターの後釜、そしてエドウィン・ファン・デル・サールの控えとして移籍金200万ポンドのオファーがされた。
ウェストブロム側はパスカル・ツベルビューラーを獲得したことから退団は円滑に進むかと思われていたが、ジェレミー・ピアース会長は主要選手を売却することはないと発言し、ブライアン・ロブソン監督もクシュチャクの残留を示唆した。7月18日には現金＋2選手、8月3日には移籍金250万ポンド＋若手FWジュゼッペ・ロッシの1年の期限付き移籍が同クラブから提示されるも、3度のオファーをチームに拒否されていた。

### マンチェスター・ユナイテッド

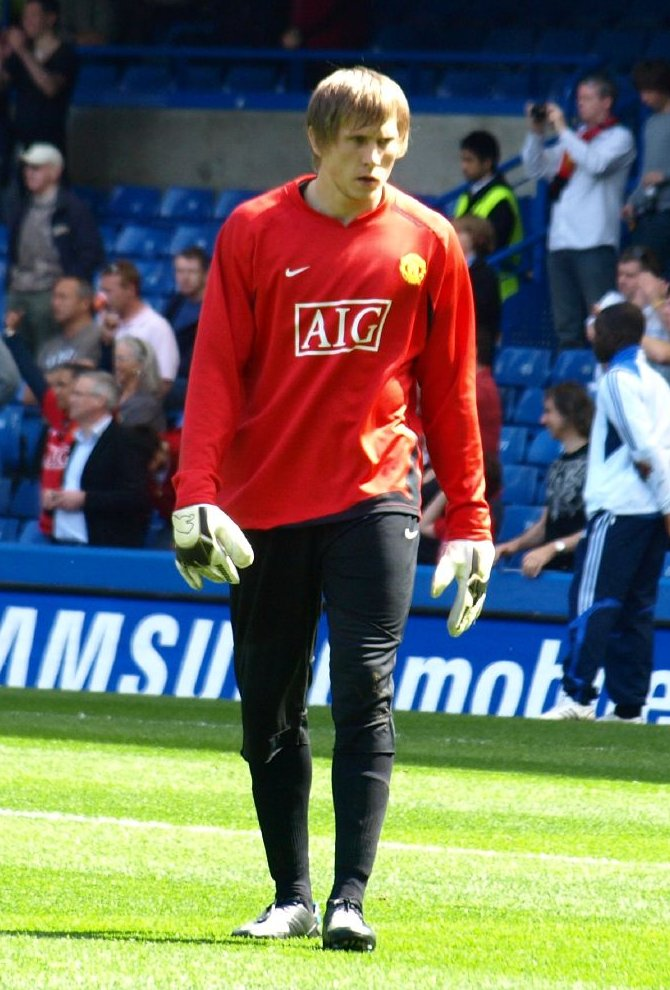
マンチェスター・ユナイテッドでのクシュチャク

2007年8月11日にルーク・スティール（en）、ポール・マクシェインの2名とのトレードでマンチェスター・ユナイテッドFCと4年契約を締結した。同クラブのデヴィッド・ギル最高経営責任者は、「1季目に期限付き移籍で来てもらい、2季目の2007年7月から完全移籍で我々の選手となる」と説明した。
ファン・デル・サールの負傷により初出場した9月16日のオールド・トラッフォードでのアーセナルFC戦（0-1）では、試合早々に自身の失態からペナルティーキックを与えるも、ジウベルト・シウバのシュートを防いで事なきを得た。しかし、後半にエマニュエル・アデバヨールの得点を許したことで2006-07シーズン最初の黒星となった。初先発出場を飾った2月1日のリーグカップでのクルー・アレクサンドラFC戦（アウェイ2-1）では、見事勝利に貢献したが、名前の綴りが失敗して背中に"Zuszczak"と表記される珍事があった。同シーズンは、ファン・デル・サールの存在から出場機会は限られていたものの、自身初タイトルとなるリーグ優勝を経験した。

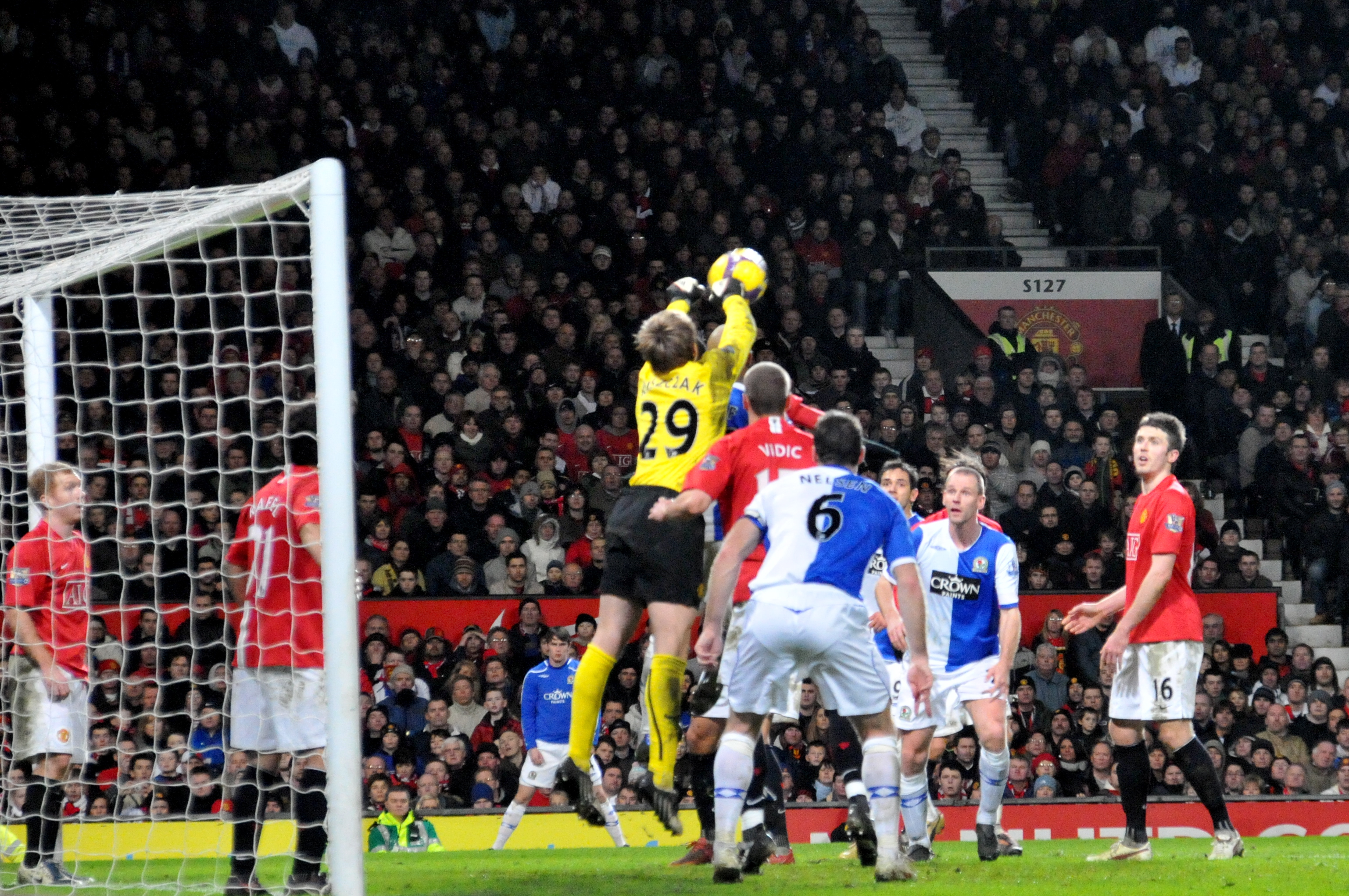
2009年2月21日のブラックバーン戦でボールをパンチングによって弾くクシュチャク

2007年7月2日に移籍金212万5000ポンドで同クラブへ完全移籍を果たし、正GK奪取を臨んだ2007-08シーズンは、ベン・フォスターの負傷により第2GKだったものの、ファン・デル・サールの好調さから定位置を確保することが出来ずにいた。そんな中で出場した2008年3月8日のポーツマスとのFAカップでは、ミラン・バロシュに対するファウルにより退場となってしまい、その後リオ・ファーディナンドが代役を務めるもPKを阻止することは出来ず、このPKが決勝点となってチームは敗退となった。
2008年9月には、マンチェスター・ユナイテッドFCとの契約を2年間延長したものの、2009年3月1日のリーグカップ決勝戦でフォスターが先発起用される等、ファン・デル・サールの代役を任せられないという2番手としての立場が揺らいできた状況から自身のユナイテッドでの長期的な将来に考慮していると発言した。
最終的に夏の移籍市場で退団することなく、2009年9月23日のウルヴァーハンプトン・ワンダラーズFCとのリーグカップ3回戦（1-0）で2009-10シーズン初出場を飾って無失点に貢献。その後、ファン・デル・サールの負傷によって11月18日のポーツマスとのリーグ戦にも出場すると、トッテナム・ホットスパーFCとのリーグカップ5回戦、ウェストハム・ユナイテッドFCとのリーグ戦、VfLヴォルフスブルクとのUEFAチャンピオンズリーグ 2009-10グループリーグ最終戦と立て続けに先発起用されていき、2009年の最終戦となったオールド・トラッフォードでのウィガン・アスレティック戦（5-0）では無失点を記録した。2010年1月にファン・デル・サールの負傷復帰に伴って同様に控えにまわることとなったが、2月28日のリーグカップでのアストン・ヴィラFC戦（2-1）で先発を任されると、前半早々のPKこそ許したものの、最終的に勝利してタイトル獲得に貢献した。
2011-12シーズンは、シーズン前にファン・デル・サールが現役引退こそしたものの、新加入のダビド・デ・ヘアの存在のみならずアンデルス・リンデゴーア、ベン・エイモスの存在から出場機会を失っている中、2011年11月に新たなGKを探すリーズ・ユナイテッドAFCから期限付き移籍のオファーがあったものの、アレックス・ファーガソン監督の意向によって阻止されたことを明かすと共にドンカスター・ローヴァーズFCとシェフィールド・ユナイテッドFCからもオファーがあり、そのどちらかと契約したいと発言した。
移籍を阻止されたことからファーガソン監督の構想内にあると思われたが、2012年2月3日にシーズン終了に伴って満了となる現行の契約が非更新されることが判明し、2月21日には2部のワトフォードFCへシーズン終了までの期限でレンタルされた。試合に出場出来ないことで今夏に開催されるUEFA EURO 2012のメンバーから落選するとの危機感から急遽の移籍話に応じたクシュチャクは、ワトフォード在籍の間で妻の出産を理由に欠場した4月28日のミドルスブラFC戦を除いて全13試合に出場した。
6月1日に保有元のマンチェスター・ユナイテッドから退団することが公式発表された後、ユナイテッド在籍中に他のクラブへ移籍する機会が数多くあったにもかかわらず、ファーガソン監督が高額な移籍金を要求したことで自身のキャリアは後退したと不満を口にした。

### ブライトン
2012年6月20日に2部のブライトン・アンド・ホーヴ・アルビオンFCと2年契約を締結し、8年過ごしたプレミアリーグの舞台に返り咲く力が同クラブにあると確信したためにイングランド国内外の複数クラブからオファーを断ったことを入団時に明かしたクシュチャクは、加入してすぐさまに定位置を確保する中でリーグの月間最優秀選手賞の候補に度々選出される程の能力の高さを見せつけ、特に2013年3月17日のライバルクリスタル・パレスFC戦（3-0）では、無失点での勝利に大きく貢献した。しかし、その一方で1月19日のバーミンガム・シティFC戦で試合終了間際にニコラ・ジギッチのシュートをキャッチングミスしたことで同点に追いつかれ、勝ち星を挙げることが出来なかった。

### ウルヴァーハンプトン
2014年11月3日、ウルヴァーハンプトン・ワンダラーズFCに2015年1月までの契約で加入した。

### バーミンガム
2015年7月1日、バーミンガム・シティFCと2年契約を結んだ。不動の正GKとしてのポジションを掴んでいる。

## 代表経歴
U-21代表で14試合に出場後の2003年12月にマルタとの親善試合でA代表初出場を飾り、その後、クラブレベルで降格を経験する一方でクシュチャク個人の安定したパフォーマンスにより2006 FIFAワールドカップの最終23人の一員に選出された。しかし、同大会直前の2006年5月30日にコロンビアとの親善試合で相手GKネコ・ロドリゲス（en）のゴールラインからの長距離パントキックを直接入れられる失態を犯し、本番ではアルトゥール・ボルツの存在から常に控えだったために出場することはなかった。
2008年5月にはUEFA EURO 2008の一員に選出されたものの、背中の痛みにより辞退を余儀なくされ、ヴォイチェフ・コヴァレフスキ（en）に譲ることとなった。その後は、所属先のクラブで出場機会をなかなか得られない状況から代表でも序列が下がってしまい代表から遠ざかっていたが、2009年9月にフランチシェク・スムダ（en）新監督の下でルーマニアとカナダとの親善試合へ向けて1年半ぶりに呼び戻されて両試合に出場した。このようにスムダ監督政権下で当初こそ正GKを任されていたものの、再びクラブでの限定的な出場機会から4番手に位置づけられ、2010年6月8日のスペイン戦を最後に代表から遠ざかっており、正GKヴォイチェフ・シュチェスニーの負傷辞退によって2012年9月3日にヴァルデマル・フォルナリク（en）新監督から2014 FIFAワールドカップ・ヨーロッパ予選のモンテネグロ戦とモルドバ戦へ向けて代表に呼び戻されるまでに約2年も要した。両試合共にプシェミスワフ・ティトンが起用され、続く南アフリカとの親善試合とW杯予選のイングランド戦に招集されるも、またしてもティトンが出場し、特にイングランド戦前にはティトンの足首の懸念から出場するかと思われたが実現しなかった。2012年11月のウルグアイとの親善試合でもティトンが先発を任されていたが、ハーフタイム後の後半頭から2年半ぶりに出場を果たした。

## 個人成績
| クラブ                               | シーズン | リーグ | リーグ | カップ | カップ | リーグカップ | リーグカップ | 国際大会 | 国際大会 | 合計 | 合計 |
| クラブ                               | シーズン | 出場   | 得点   | 出場   | 得点   | 出場         | 得点         | 出場     | 得点     | 出場 | 得点 |
| ------------------------------------ | -------- | ------ | ------ | ------ | ------ | ------------ | ------------ | -------- | -------- | ---- | ---- |
| ヘルタBSC                            | 2001-02  | 0      | 0      | 0      | 0      | 0            | 0            | 0        | 0        | 0    | 0    |
| ヘルタBSC                            | 2002-03  | 0      | 0      | 0      | 0      | 0            | 0            | 0        | 0        | 0    | 0    |
| ヘルタBSC                            | 2003-04  | 0      | 0      | 0      | 0      | 0            | 0            | 0        | 0        | 0    | 0    |
| ウェスト・ブロムウィッチ・アルビオン | 2004-05  | 3      | 0      | 1      | 0      | 1            | 0            | —        | —        | 5    | 0    |
| ウェスト・ブロムウィッチ・アルビオン | 2005-06  | 28     | 0      | 0      | 0      | 2            | 0            | —        | —        | 30   | 0    |
| ウェスト・ブロムウィッチ・アルビオン | 2006-07  | 0      | 0      | 0      | 0      | 0            | 0            | —        | —        | 0    | 0    |
| マンチェスター・ユナイテッド (loan)  | 2006-07  | 6      | 0      | 5      | 0      | 2            | 0            | 0        | 0        | 13   | 0    |
| マンチェスター・ユナイテッド         | 2007-08  | 9      | 0      | 1      | 0      | 1            | 0            | 5        | 0        | 16   | 0    |
| マンチェスター・ユナイテッド         | 2008-09  | 4      | 0      | 0      | 0      | 2            | 0            | 2        | 0        | 8    | 0    |
| マンチェスター・ユナイテッド         | 2009-10  | 8      | 0      | 1      | 0      | 3            | 0            | 2        | 0        | 14   | 0    |
| マンチェスター・ユナイテッド         | 2010-11  | 5      | 0      | 1      | 0      | 2            | 0            | 2        | 0        | 10   | 0    |
| マンチェスター・ユナイテッド         | 2011-12  | 0      | 0      | 0      | 0      | 0            | 0            | 0        | 0        | 0    | 0    |
| ワトフォード (loan)                  | 2011-12  | 13     | 0      | —      | —      | —            | —            | —        | —        | 13   | 0    |
| ブライトン&ホーヴ・アルビオン        | 2012-13  | 43     | 0      | 0      | 0      | 1            | 0            | 2        | 0        | 46   | 0    |
| ブライトン&ホーヴ・アルビオン        | 2013-14  | 41     | 0      | 0      | 0      | 0            | 0            | 2        | 0        | 43   | 0    |
| ウルヴァーハンプトン・ワンダラーズ   | 2014-15  | 13     | 0      | 0      | 0      | —            | —            | —        | —        | 13   | 0    |
| 通算                                 | 通算     | 173    | 0      | 9      | 0      | 14           | 0            | 15       | 0        | 211  | 0    |

## 代表歴

### 出場大会
- ポーランド代表
  - 2006 FIFAワールドカップ

### 試合数
- 国際Aマッチ 11試合 0得点（2003年-2012年）[44]

| ポーランド代表 | 国際Aマッチ | 国際Aマッチ |
| 年             | 出場        | 得点        |
| -------------- | ----------- | ----------- |
| 2003           | 2           | 0           |
| 2004           | 0           | 0           |
| 2005           | 0           | 0           |
| 2006           | 2           | 0           |
| 2007           | 1           | 0           |
| 2008           | 1           | 0           |
| 2009           | 2           | 0           |
| 2010           | 2           | 0           |
| 2011           | 0           | 0           |
| 2012           | 1           | 0           |
| 通算           | 11          | 0           |

## タイトル
クラブ
ヘルタ・ベルリン
- DFBリーガポカール優勝(2回): 2000-01, 2001-02

マンチェスター・ユナイテッドFC
- プレミアリーグ優勝(4回): 2006-07, 2007-08, 2008-09, 2010-11
- フットボールリーグカップ優勝(2回): 2008-09, 2009-10
- FAコミュニティ・シールド優勝(4回): 2007, 2008, 2010, 2011
- UEFAチャンピオンズリーグ優勝(1回): 2007-08
- FIFAクラブワールドカップ優勝(1回): 2008